# Dura Europos

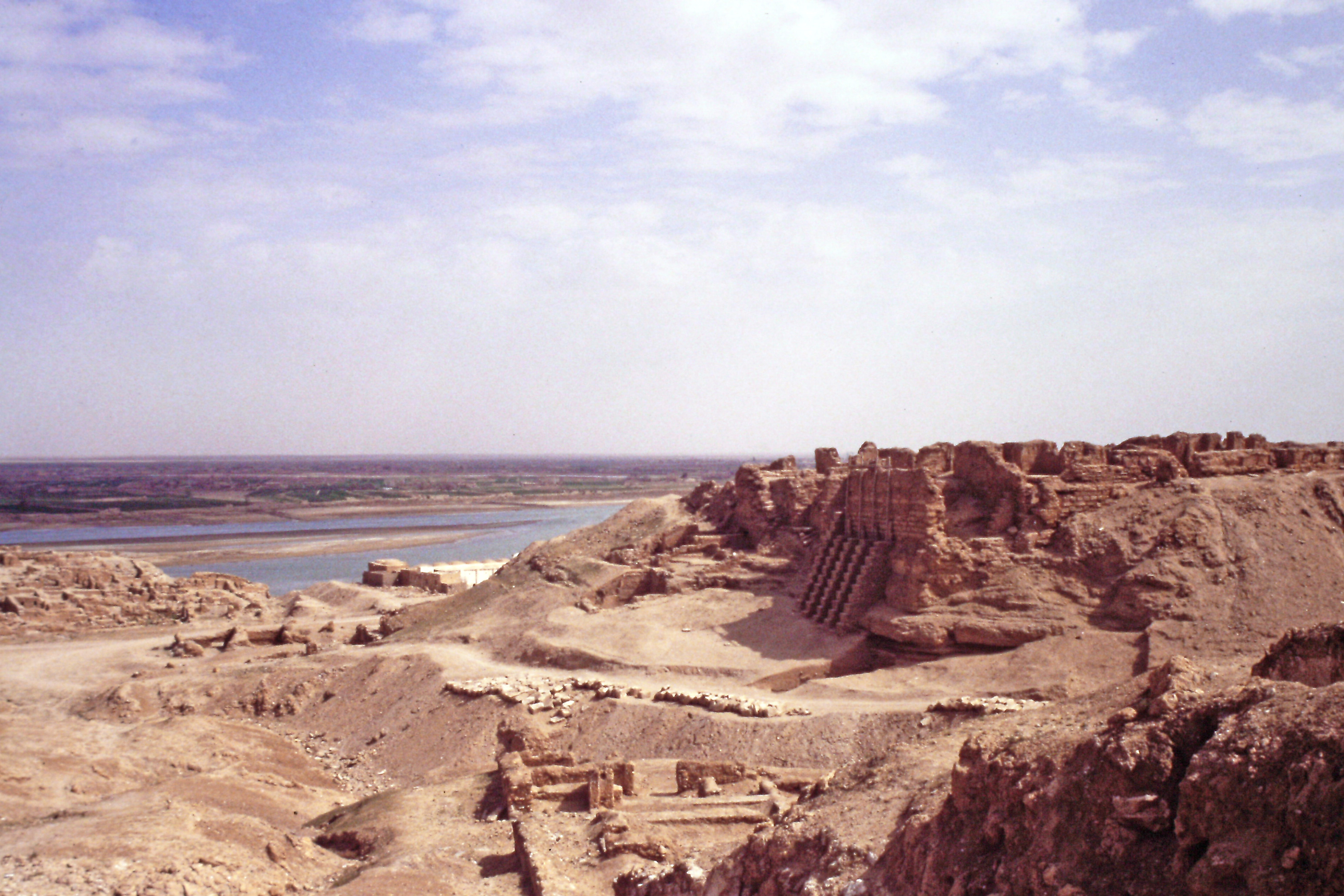
Widok na wykopaliska i Eufrat

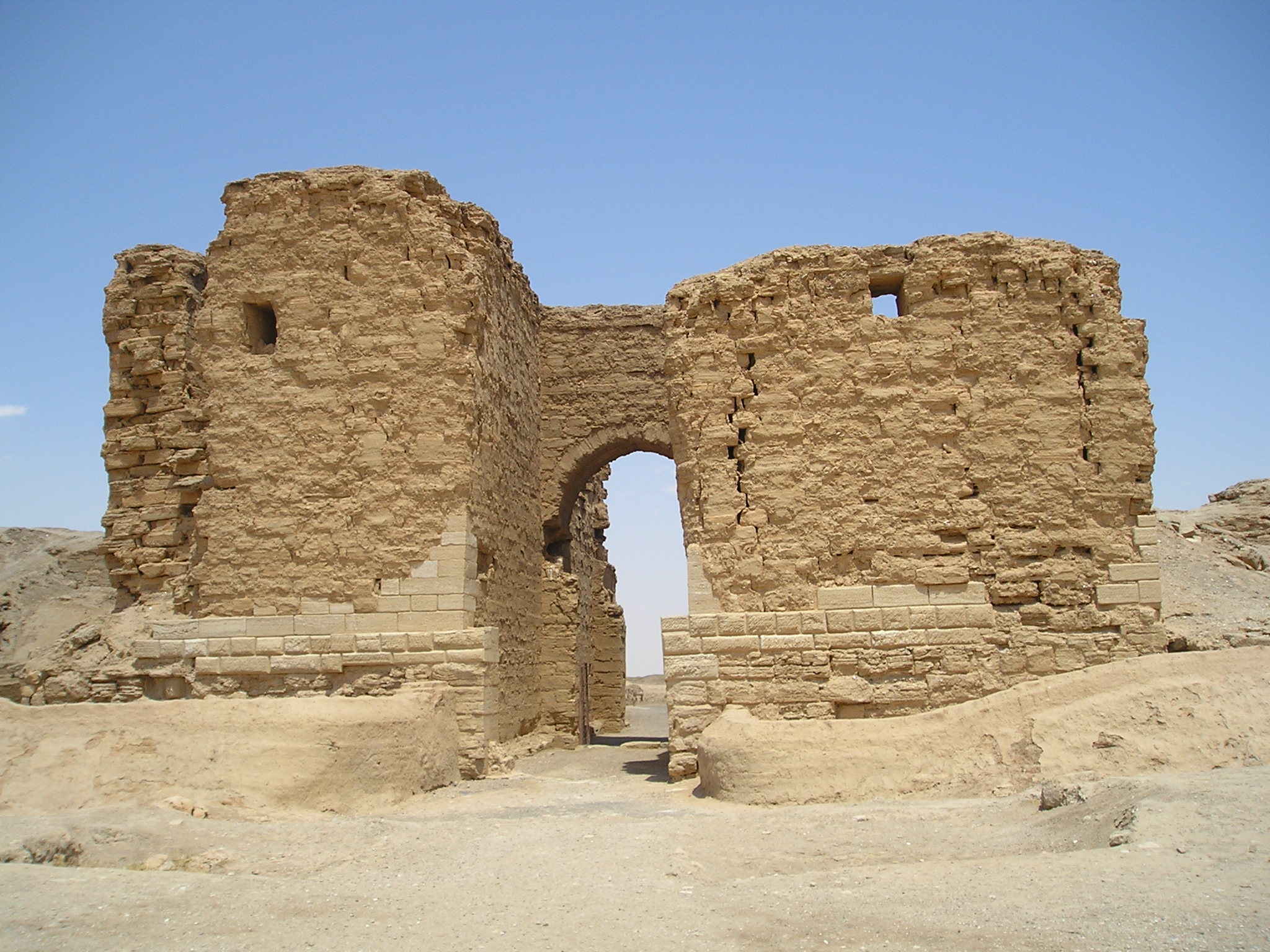
Brama Palmirska

Dura Europos – starożytne miasto nad Eufratem. Znane także jako stanowisko archeologiczne Kalat as-Salihijja w Syrii.

## Historia
Miasto zostało założone w roku 303 p.n.e. przez Seleukosa Nikatora i dopiero pod koniec okresu władania nim przez Seleucydów zaczęło być czymś więcej niż fortecą. Prawdziwy jego rozkwit nastąpił jednak pod władzą Partów, którzy zdobyli je ok. 113 p.n.e. Miasto znacznie się wtedy rozrosło, kosztem jego funkcji militarnych. W latach 115-117 i następnie po roku 165 znajdowało się pod panowaniem rzymskim. W II wieku stało się ono kluczowym elementem rzymskiego systemu obronnego na Wschodzie. Jako rzymska twierdza zostało zniszczone w wyniku oblężenia przeprowadzonego przez Szapura I w 256, który deportował jego ludność, tak że przestało ono istnieć. Zostało odkryte dopiero w XX wieku.

## Badania archeologiczne
Badania archeologiczne, prowadzone w latach 20. i 30. XX wieku przez Franza Cumonta, a następnie Michaiła Rostowcewa, doprowadziły do odkrycia pozostałości miasta, w tym świątyń, synagogi, domu chrześcijan, mitreum, murów obronnych i rzymskich budowli wojskowych. Po II wojnie światowej pracami kierował Pierre Leriche.

## Synagoga
Synagoga, datowana na lata 244-245 p.n.e., jest jedyną starożytną synagogą z zachowanym malarstwem figuralnym. Malowidła ścienne pokrywały salę zebrań i przedstawiają sceny ze Starego Testamentu. Obecnie znajdują się w Muzeum Narodowym w Damaszku.

## Dom chrześcijan

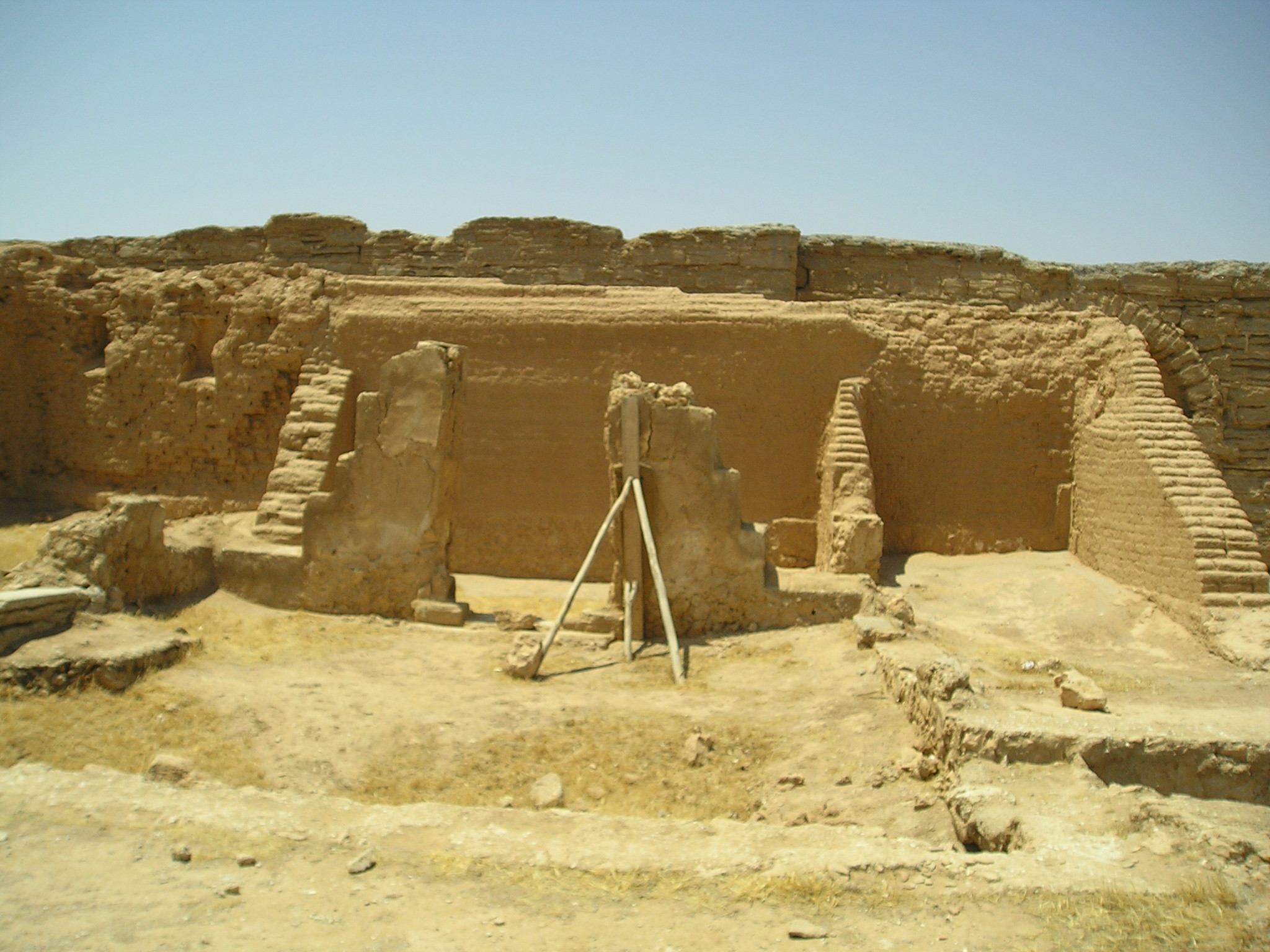
Pozostałości domu chrześcijan

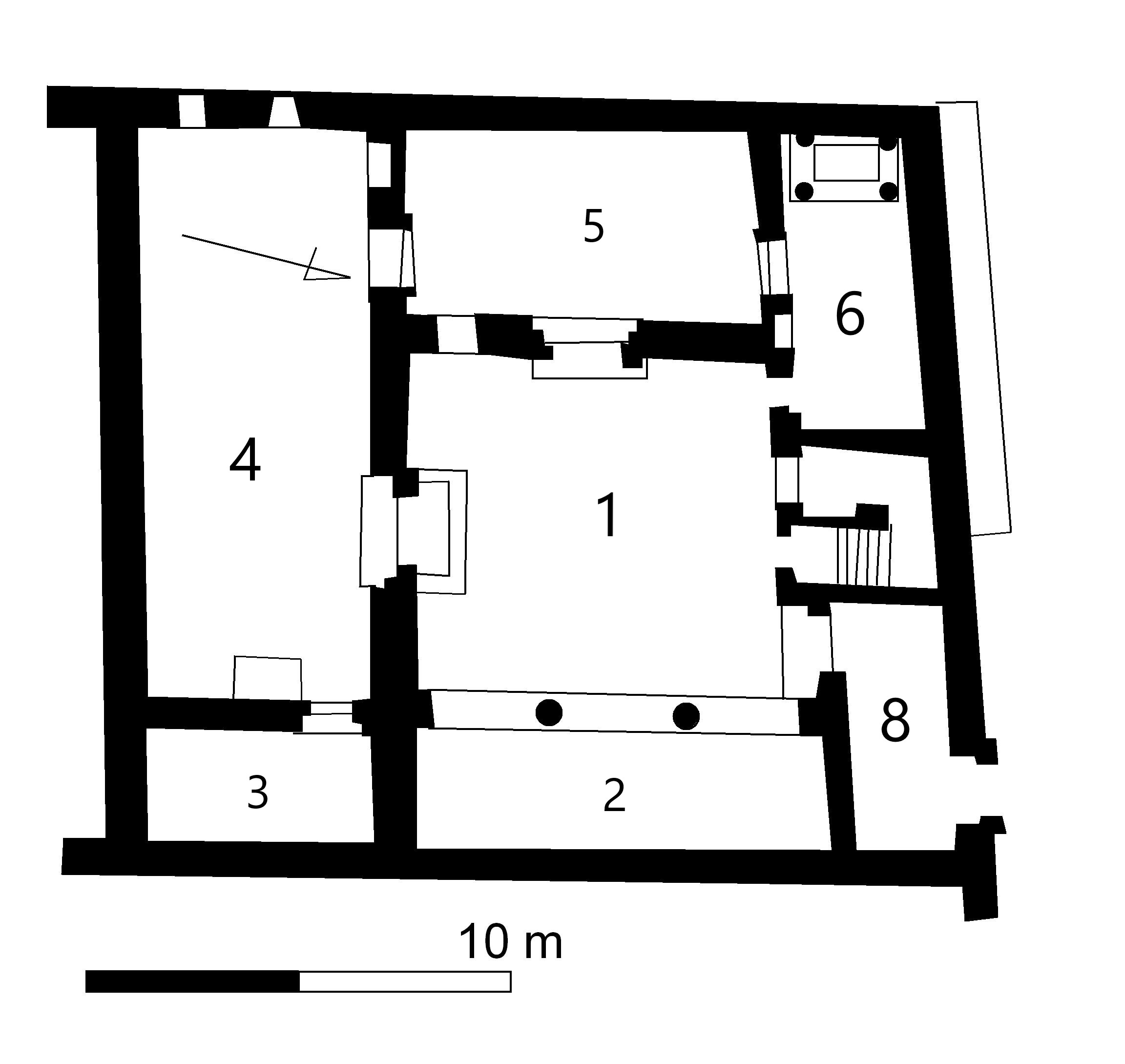
Plan domu chrześcijan

Ruiny domu chrześcijan (tzw. domus ecclesiae) z pierwszej połowy III wieku zostały odkryte w latach 1931-32 podczas prac archeologicznych prowadzonych przez Michaiła Rostowcewa. Nazywany czasem kościołem, w istocie nie wyróżniał się niczym w swojej konstrukcji od pozostałych domów tego miasta i regionu. Jest to jeden z bardzo nielicznych znanych dziś przykładów budowli wczesnochrześcijańskich, powstałych przed edyktem mediolańskim (313). Zachowanie jego ruin było możliwe dzięki włączeniu ich przed rokiem 256 w ciąg obwarowań, które jednak nie zdołały uchronić miasta przed zdobyciem.
Budowla składa się z wewnętrznego dziedzińca, kształtem zbliżonego do kwadratu o boku ok. 8 m długości, wokół którego na parterze i piętrze znajdowały się pomieszczenia. Funkcje sal (z jednym wyjątkiem) nie są jasne i ani ich układ, ani dekoracja nie pozwalają jednoznacznie stwierdzić, które używane były przez społeczność chrześcijańską w celach sakralnych. Tym niemniej przypuszcza się, że duża sala (ok. 60 m²) po południowej stronie wykorzystywana była do celów liturgicznych. Przy jej wschodniej ścianie odnaleziono bowiem ślady podium, z którego kapłan zapewne prowadził nabożeństwo. Od wschodu do sali przylega niewielkie pomieszczenie, interpretowane jako zakrystia. Sala w zachodniej części domu mogła służyć do nauczania katechumenów albo być przedsionkiem do sąsiadującego z nią baptysterium.

### Baptysterium

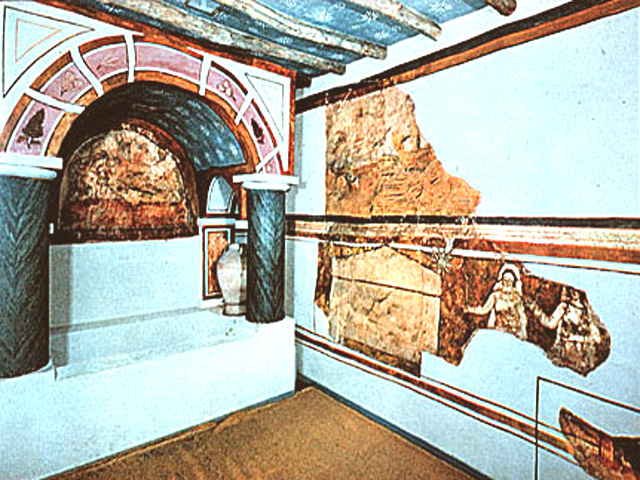
Baptysterium

Baptysterium jest pomieszczeniem położonym na prawo od wejścia (na załączonym planie w prawym, górnym rogu). Przypuszczenie, iż sala ta służyła celom chrzcielnym, wysnuto na podstawie odkrytych malowideł i konstrukcji, uważanej za obudowaną misę chrzcielną. Niemniej jednak niektórzy badacze (ale są oni w mniejszości) pomieszczenie interpretują nie jako baptysterium, ale jako mauzoleum-martyrium, gdyż tematyka fresków jest zbliżona do malarstwa katakumbowego i na sarkofagach. Freski te są jedynymi znanymi dziś malowidłami chrześcijańskimi sprzed edyktu mediolańskiego, które znajdują się na powierzchni ziemi.
Baptysterium jest pomieszczeniem na planie wydłużonego prostokąta o wymiarach 7x3 m, nakrytym drewnianym stropem. Całą szerokość jednej z krótszych ścian (zachodniej) zajmuje kamienny basen, nad którym wznosi się przyścienna aedicula wsparta na dwóch kolumnach i dwóch pilastrach. Basen od wewnątrz ma wymiary: 1,62 m (długość) x 1 m (szerokość) x 0,95 m (głębokość). Prawdopodobnie chrzczono w nim poprzez zanurzenie. Aedicula jest polichromowana – dekoracja kolumn naśladuje spiralnie skręcone trzony, łuk zdobiony jest rozetą, dwoma gałązkami i winnymi gronami, na błękitnym sklepieniu baldachimu wymalowane są gwiazdy, a na ścianie, do której konstrukcja jest dostawiona, przedstawiony jest wizerunek Dobrego Pasterza ze stadem owiec oraz Adamem i Ewą u stóp.
Z malowideł na pozostałych ścianach zachowała się około połowa. Są one ułożone w dwóch pasach – górnym z białym tłem i dolnym z tłem ciemnym. W górnym namalowano następujące po sobie sceny z niewielkimi postaciami ukazującymi cuda Jezusa i odnoszącymi się do zbawienia. Zachowała się scena uzdrowienia paralityka i Piotra chodzącego po wodzie. W dolnym przedstawiono większe figury, interpretowane jako kobiety zbliżające się do grobu Chrystusa lub procesja z Betlejem do Jerozolimy podczas święta Epifanii.

## Podsumowanie
Opisana powyżej synagoga znajdowała się w pobliżu domu chrześcijan i pochodzi z podobnego okresu. Synagoga była jednak budynkiem bardziej okazałym, z pomieszczeniami specjalnie skonstruowanymi na potrzeby sakralne. W czasach Sewerów, gdy obie budowle zostały zbudowane, judaizm, w przeciwieństwie do chrześcijaństwa, był religią, która mogła bez przeszkód rozwijać swój kult i wznosić budowle.